# Nevado Sajama
El Nevado Sajama (en aimara: chak xaña, 'oest') és un estratovolcà i el punt més alt de Bolívia, amb 6.542 metres d'altitud. La muntanya està situada a la província de Sajama, al departament d'Oruro. Forma part del Parc Nacional Sajama al sud-oest del país, a uns 16-24 km de la frontera amb Xile. Els voltants del volcà es troben habitats per Polylepis tarapacana, formant un bosc obert i rabassut, el qual és considerat com un dels boscos més alts del món.
L'estructura del pic és complexa, la seva primera ascensió fou el 4 d'octubre de 1939 pels austríacs Wilfrid Kühm i Josef Prem.
No es té amb certesa la data de la seva darrera erupció, no obstant això, se'l considera un volcà extingit.